# Campeonato Mundial de Esgrima de 1947
O Campeonato Mundial de Esgrima de 1947 foi a 17ª edição do torneio organizado pela Federação Internacional de Esgrima (FIE). O evento foi realizado em Lisboa, Portugal. 

## Resultados
Masculino
| Evento             | Ouro | Prata | Bronze |
| Espada individual  | França · Édouard Artigas                                                                                   | Suécia · Bengt Ljungquist                                                                                          | Bélgica · Raoul Henkart                                                                                                  |
| Espada por equipe  | França · Édouard Artigas · Jéhan Buhan · Marcel Desprets · Henri Guérin · Henri Lepage · Michel Pécheux    | Suécia · Per Carleson · Sven Fahlman · Carl Forssell · Bengt Ljungquist · Sven Thofelt                             | Itália · Stefano Allocchio · Luigi Cantone · Ercole Domeniconi · Dario Mangiarotti · Edoardo Mangiarotti · Saverio Ragno |
| Florete individual | França · Christian d'Oriola                                                                                | Itália · Manlio Di Rosa                                                                                            | Itália · Edoardo Mangiarotti                                                                                             |
| Florete por equipe | França · André Bonin · René Bougnol · Jéhan Buhan · Christian d'Oriola · Adrien Rommel                     | Itália · Giancarlo Bergamini · Manlio Di Rosa · Giuliano Nostini · Renzo Nostini · Giorgio Pellini · Saverio Ragno | Bélgica · Robert Michiels · Paul Valcke · André van de Werve · Édouard Yves                                              |
| Sabre individual   | Itália · Aldo Montano                                                                                      | Bélgica · Georges de Bourguignon                                                                                   | Itália · Gastone Darè |
| Sabre por equipe   | Itália · Gastone Darè · Umberto De Martino · Carlo Filogamo · Aldo Montano · Vincenzo Pinton · Mauro Racca | Bélgica · Robert Bayot · Georges de Bourguignon · Ferdinand Jassogne · Édouard Yves                                | Egito · Salah Desuki · Mohamed Abdel Rahman · Mahmud Yunes · Mohamed Zulficar                                            |

Feminino
| Evento             | Ouro                                                                  | Prata                                                                                              | Bronze                                                                                   |
| Florete individual | Áustria · Ellen Müller-Preis                                          | Itália · Silvia Strukel                                                                            | França · Louisette Malherbaud                                                            |
| Florete por equipe | Dinamarca · Karen Lachmann · Kate Mahaut · Grete Olsen · Ulla Barding | França · Jacqueline Baudot · Renée Garilhe · Françoise Gouny · Alice Karren · Louisette Malherbaud | Itália · Cleo Balbo · Velleda Cesari · Elena Libera · Alberta Lorenzoni · Silvia Strukel |

## Quadro de medalhas
| Ordem | País      | Medalha de ouro | Medalha de prata | Medalha de bronze |    |
| ----- | --------- | --------------- | ---------------- | ----------------- | -- |
| 1     | França    | 4               | 1                | 1                 | 6  |
| 2     | Itália    | 2               | 3                | 4                 | 9  |
| 3     | Áustria   | 1               |                  |                   | 1  |
|       | Dinamarca | 1               |                  |                   | 1  |
| 5     | Bélgica   |                 | 2                | 2                 | 4  |
| 6     | Suécia    |                 | 2                |                   | 2  |
| 7     | Egito     |                 |                  | 1                 | 1  |
| TOTAL | TOTAL     | 8               | 8                | 8                 | 24 |